# Dani Martín
Daniel Martín García (San Sebastián de los Reyes, 9 februari 1976) is de zanger van de Spaanse rockband El canto del loco (ECDL). Ook heeft hij in verschillende Spaanse films een rol gehad.

## Discografie
- El Canto del Loco - 2000
- A contracorriente - 2002
- Estados de ánimo - 2003
- Zapatillas - 2005
- Personas - 2008

## Filmrollen

### Films
- El 92 cava con todo (1991)
- Sirenas (1994)
- Perdón, perdón (1998)
- Sobreviviré (1999)
- Sin vergüenza (2001)
- After (2001)
- I Love You Baby (2001)
- Sinfín (2005)
- Torrente 3: El protector (2005)
- Yo soy la Juani (2006)
- El Canto del Loco: la película (2009)
- Los abrazos rotos (2009)

### Televisie
- Ponte las pilas (1991-1992)
- ¡Ay, Señor, Señor! (1 episode, 1995)
- Al salir de clase (2 episodes, 1998)
- El comisario (1 episodio, 1999)
- Policías, en el corazón de la calle (1 episode, 2000)
- Hospital Central (1 episode, 2000)
- Raquel busca su sitio (15 episodes, 2000)
- 7 vidas (1 episodio, 2004)
- Latrelevisión (1 episodio, 2005)
- Cuenta atrás (2007 - 2008)
- Los hombres de Paco (2009)

- Biblioteca Nacional de España: XX1477816
- Gemeinsame Normdatei: 143606875
- International Standard Name Identifier: 0000 0001 1451 0333
- Library of Congress Control Number: n2012016894
- MusicBrainz: 3dee032d-2eee-4dee-8e04-8028962b2479
- Virtual International Authority File: 36146825103607631364